# 非古典論理
非古典論理（ひこてんろんり、non-classical logic(s)）は、古典論理におけるいくつかの仮定を否定、もしくは置き換えることによって構築された論理、あるいは、古典論理における仮定をすべて認めた上で新たな仮定を付け加えることによって構築された論理の総称である。

## 古典論理の拡張としての非古典論理
古典論理の拡張としての非古典論理では、基本的に、古典論理のすべての定理がその論理体系でも定理となる。
- 様相論理
  - 時相論理（時制論理）
    - 線形時相論理

  - 義務論理（規範論理）

## 古典論理の代替としての非古典論理
古典論理の代替としての非古典論理は、基本的に、古典論理の定理のいくつかがその論理体系では定理でない。
直観論理排中律を認めない。
多値論理「真」、「偽」以外にも様々な真理値を取る論理。
適切さの論理別名 : 相関論理、関連性の論理、関連性論理
「1+1=3なら宇宙人がいる」のような命題を真とは考えない論理。
線形論理
矛盾許容論理Aと￢Aから⊥を導けない。

なお、古典論理や直観主義論理のシークエント計算による定式化において、構造規則を制限することによって得られる論理を部分構造論理とよび、線形論理、適切さの論理や、ウカシェヴィチの多値論理が含まれる。